# Lostanges
Lostanges település Franciaországban, Corrèze megyében. Lakosainak száma 152 fő (2022. január 1.). Lostanges Chenailler-Mascheix, Marcillac-la-Croze, Ménoire, Le Pescher és Tudeils községekkel határos.

## Népesség
A település népességének változása:
| Lakosok száma | 171  | 147  | 127  | 130  | 128  | 129  | 139  | 147  | 150  | 152  |
|               | 1968 | 1982 | 1990 | 2006 | 2013 | 2015 | 2017 | 2019 | 2020 | 2022 |